# Kaligula (dramat Alexandre’a Dumasa)
Kaligula (fr. Caligula) – dramat Alexandre’a Dumasa (ojca) z 1837 roku związany z postaciamiː cesarza rzymskiego Kaliguli, przyszłego cesarza Klaudiusza i jego żony Messaliny.

## Geneza utworu
Pomysł napisania sztuki z dziejów rzymskich, z którym Dumas nosił się od kilku lat, skonkretyzował się w trakcie włoskiej podróży pisarza w 1835 roku. Podczas audiencji u papieża Grzegorza XVI, pod koniec listopada, zapytany kurtuazyjnie przez gospodarza, jaką obecnie sztukę zamierza napisać, odpowiedział, że poświęconą cesarzowi Kaliguli. Wydalony kilka dni później z Rzymu, pisarz udał się do Perugii, a następnie do Florencji, 24 grudnia był już z powrotem w Paryżu. Po powrocie do stolicy Dumas wpadł w wir innych zajęć i pomysł napisania sztuki o Kaliguli został odłożony na później. 30 kwietnia 1836 miała premierę sztuka napisana na początku włoskiej podróży Don Juan de Marana. Pod koniec sierpnia wspaniały sukces odniósł kolejny dramat Kean, pisany już po powrocie do Francji. W połowie września dramaturg trafił do więzienia, gdzie na prośbę swego przyjaciela Gerarda de Nervala, napisali wspólnie libretto do opery Piquillo. Po wyjściu z więzienia jego kochanka Ida Ferrier zaczęła nalegać, by pisarz zapewnił jej angaż w Teatrze Francuskim. Dumas nachodził dyrektora Filoklesa Regnier, który w końcu uległ i pod koniec lutego zatrudnił panią Ferrier. Dumas obiecał jej główną rolę w nowym dramacie, którym miał być Kaligula.
Dumas zamierzał połączyć w nowej sztuce elementy farsy i grozy. Zastanawiał się nad wprowadzeniem na scenę słynnego konia Incitatusa, którego cesarz chciał mianować konsulem. Ostatecznie jednak koń, którego sobie wymarzył do tej roli, imieniem Adolf, z cyrku braci Franconich, złamał sobie nogę podczas ćwiczeń i trzeba go było zabić. Pomysł więc upadł. Utwór miał zostać napisany aleksandrynem i być dramatem zarazem romantycznym i klasycznym, objawieniem, które wyniesie autora na szczyty. Dumas chętnie opowiadał o swoim dziele, ale pomimo upływających tygodni nie zabierał się do pisania. Zarys fabuły przygotował pisarzowi Anicet Bourgeois przeciwstawiając szalonych, okrutnych i rozwiązłych Kaligulę i Messalinę niewinnej chrześcijańskiej dziewicy Stelli, która pada ofiarą żądz cesarza i zostaje przez niego skazana na śmierć. Pod koniec września sztuka była gotowa.

## Osoby
| Osoba              | Aktor premierowy |
| ------------------ | ---------------- |
| Kaligula           | Ligier           |
| Klaudiusz          | Auguste          |
| Afraniusz          | Fonta            |
| Cherea             | Firmin           |
| Kajus Lepidus      | Menjaud          |
| Anniusz Minucjanus | Rey              |
| Korneliusz Sabinus | Mirecour         |
| Protogenus         | Saint-Aulaire    |
| Aquilla            | Beauvallet       |
| Bibulus            | Arsène           |
| Messalina          | panna Noblet     |
| Stella             | Ida Ferrier      |
| Junia              | pani Paradol     |
| Febe               | Larché           |

## Premiera
Dumas odczytał sztukę komitetowi repertuarowemu, który przyjął ją jednogłośnie. Udziałowcy krzywo patrzyli na rozmach inscenizacji. Do wystawienia sztuki potrzeba było pięciu różnych dekoracji, stu sześćdziesięciu kostiumów i rzeszy statystów. Na scenie miała zostać odtworzona rzymska ulica, taras pałacu cezara i cesarskie triklinium. Autor przyznawał, że wystawienie dramatu będzie sporo kosztować, ale zapowiadał również szturm publiczności na kasy, który powinien rozwiać obawy księgowych. Nie rozstał się też do końca z pomysłem wprowadzenia na scenę Teatru francuskiego koni. Stoczył zażarty bój z członkami komitetu organizacyjnego o to, by rydwan cesarski wjechał na scenę ciągnięty przez cztery konie. Ostatecznie uzgodniono, że rydwan będą ciągnąć kobiety. Cenzura zatwierdziła tekst pod warunkiem wprowadzenia drobnych korekt i 15 listopada rozpoczęły się próby.
W trakcie prób Dumas zaskakiwał aktorów szokującymi zmianami. Dyrektor teatru wspominał późniejː skłonni byliśmy sądzić, że poświęcając się pracy nad «Kaligulą», zapadł poniekąd na chorobę, na którą cierpiał jego bohater. Dzięki niedyskrecjom stołecznych gazet cały Paryż wiedział o niecodziennych przygotowaniach. Bilety zostały wykupione na dwa miesiące naprzód. W obawie przed chaosem wzmocniono w dniu premiery służby porządkowe. 26 grudnia z inicjatywy Dumasa uliczni sprzedawcy handlowali przed teatrem okolicznościowymi medalami upamiętniającymi to wydarzenie. Wśród udziałowców doszło do podziału. Część z nich niezadowolona z obsady, przekupiła klakierów każąc im wygwizdać nielubianych aktorów i samego autora. Chodziły słuchy, że w spisek zamieszana była nawet panna George. Każdy gest nikczemnego tyrana wywoływał na widowni drwiące pomruki. Śmiech wybuchał, ilekroć pulchna Ida, jako eteryczna męczennica zaplątywała się w swe długie szaty. Niewybredne żarty słychać było po najbardziej wzruszających scenach. Dumas, który liczył na triumf, był załamany. 
Komentarze prasowe przesączone były jadem. Janin, który nie potrafił wybaczyć Dumasowi, tego jak go potraktował go w Moich niedolach gwardzisty, zemścił się wyjątkowo kąśliwym artykułem. Pisarz wysłał do niego sekundantów, ale Janin uchylił się od pojedynku. Dostało się również Idzie Ferrier. Delphine de Girardin pisała w La Presseː Jak można z takim wyglądem porywać się na rolę niewinnego dziewczęcia. 16 lutego 1838, po dwudziestu przedstawieniach, Teatr Francuski zdjął zbyt śmiałą i jednocześnie zbyt kosztowną sztukę z afisza. Chwalił ją jedynie Gautierː «Kaligula» to jedyne dzieło poetyckie i sumienne, jakie się pojawiło w roku 1837. Napisanie sześciu wielkich aktów wierszem wydaje się w naszych czasach czynem bohaterskim... Nie twierdzimy, żeby to dzieło nie miało usterek, ale na pewno zasługuje na przychylniejsze przyjęcie przez krytykę.